# Padeluun

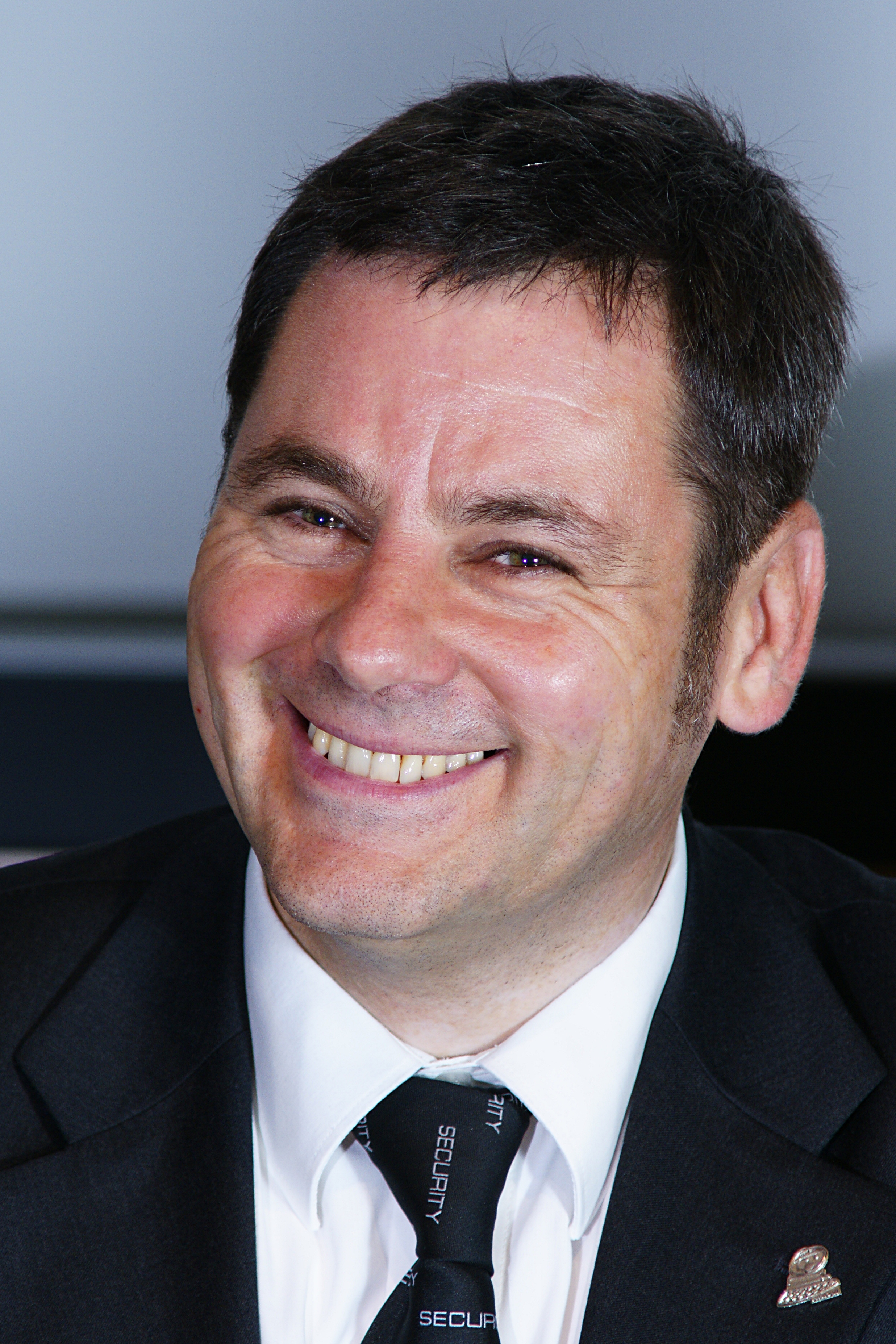
padeluun 2009

padeluun (* 1957 oder 1958), der öffentlich nur unter diesem Pseudonym auftritt, ist ein deutscher Künstler und Netzaktivist, der für digitale Bürgerrechte eintritt und Sachverständiger in der Internet-Enquete-Kommission des Bundestags war.
Er gründete 1984 zusammen mit Rena Tangens das Kunstprojekt und die Galerie Art d’Ameublement. Er ist Mitbegründer des Grundrechte- und Datenschutzvereins Digitalcourage (vormals FoeBuD), Mitarbeiter im Arbeitskreis Vorratsdatenspeicherung und einer der Organisatoren sowie Jurymitglied der deutschen Big Brother Awards, die seit dem Jahr 2000 jährlich in Bielefeld verliehen werden. Er lebt in Bielefeld und Berlin.

## Projekte und Ehrungen
Ende der 1970er Jahre war padeluun in der Düsseldorfer New-Wave- und der Berliner Punk-Szene als Performancekünstler und als Super-8-Filmer aktiv. Er war sporadisches Mitglied von Minus Delta t und ist einer der Protagonisten in Jürgen Teipels Roman Verschwende Deine Jugend. 1976 legte padeluun seinen bürgerlichen Namen ab: „Ich habe mich mit 18 Jahren entschieden, mein altes Leben wegzulegen und neu anzufangen – als Künstler. Um diesen Neuanfang darzustellen, habe ich einen neuen Namen angenommen“, so padeluun zu dem Grund der Namensänderung. 1981 trat er beim Festival Genialer Dilletanten im Berliner Tempodrom auf. Seit 1984 arbeitet er in Bielefeld und wurde durch eine Reihe von Aktivitäten und Projekten bekannt. Sein Projekt Art d’Ameublement (gemeinsam mit Rena Tangens) wurde 1984 mit dem Sonderpreis des Marler Video-Kunst-Preises ausgezeichnet. 1987 nahm er zusammen mit der Gruppe ASA am Performanceprogramm der documenta 8 teil. Zwei Jahre später gehörte padeluun zu einer Gruppe von Künstlern und Pionieren der elektronischen Kunst, die zur Ars Electronica in Linz 1989 Van Gogh TV vorstellten. 1990 zeigten sie auf der Ars Electronica das Projekt Hotel Pompino.
padeluun ist Ehrenmitglied des Chaos Computer Clubs.
Im April 2018 wurde beschlossen, Rena Tangens und padeluun die Ehrennadel der Stadt Bielefeld zu verleihen. Zur Begründung hieß es, sie hätten sich mit ihrem Einsatz für den Datenschutz und Menschenrechte um das Wohl und Ansehen der Stadt Bielefeld verdient gemacht.

## Tätigkeit
Parallel zu seinem künstlerischen Engagement gründete er das Unternehmen Zerberus GmbH und beschäftigte sich mit der Weiterentwicklung der gleichnamigen Software für das Z-Netz und das CL-Netz. Diese beiden Mailbox-Netze dienten in den 1980er und verstärkt in den 1990er Jahren der elektronischen Kommunikation einer Gegenöffentlichkeit von Initiativen und Aktivisten aus Umweltschutz, Menschenrechten und anderen Themenfeldern. Für den Betrieb der Mailbox BIONIC als einem der Knotenpunkte des Z-Netzes gründete er 1987 den Verein FoeBuD e. V. (2012 umbenannt zu Digitalcourage) mit. Im Zuge der Jugoslawienkriege ging FoeBuD als Akteur in die Kriegsregion und baute eine elektronische Vernetzung auf der technischen Basis der Zerberus-Software über die Fronten hinweg zwischen Menschen der kriegsführenden Völker auf. Der Verein und er wurden in der Folge zu einem bedeutenden Akteur in der netzpolitischen Debatte, insbesondere über Datenschutz. 1995 trat er auf der Veranstaltung „Interfiction“ in Kassel auf und stellt die Netzthesen zur Diskussion. Seit 2000 vergibt FoeBuD, heute Digitalcourage, die deutschen Big Brother Awards.

### Ausscheiden aus dem Vorstand von Digitalcourage
Bei der Mitgliederversammlung von Digitalcourage e. V. im November 2023 unterlag padeluun bei der Wahl zum 2. Vorsitzenden des Vereins zunächst einem Kandidaten aus der Mitarbeiterschaft. Nachdem padeluun damit gedroht haben soll, deshalb den Verein aufzulösen oder Mitarbeitende zu entlassen, verzichtete der Mitarbeiter auf seine eigene Wahl, und padeluun wurde in einem zweiten Wahlgang ohne Gegenkandidaten gewählt.
Bei der folgenden Mitgliederversammlung im Juni 2024 erhielt digitalcourage einen ehrenamtlichen Vorstand, padeluun wurde künstlerischer Leiter.

## Positionen

### Forderung nach Abschaffung der Geheimdienste
Gemäß padeluun seien Geheimdienste kontraproduktiv. Statt einer BND-Reform stellt er die Geheimdienste allgemein in Frage. Die Reform erlaube es dem Geheimdienst noch mehr als bislang, Internetknotenpunkte in Deutschland anzuzapfen. In Bezug auf den Verfassungsschutz sagte er: „Das können Institute machen, da recherchiert die Antifa besser über die rechte Szene.“

### Stellungnahme zu Internet-Monopolen und zu sozialen Medien
Im April 2019 nahm padeluun im Zusammenhang mit der Urheberrechtsreform der Europäischen Union für das Internet folgendermaßen Stellung: „Wir haben zugelassen, dass sich im Netz die Googles und Facebooks dieser Welt breitgemacht haben. Wir haben völlig versagt, die Netze so zu gestalten, dass sie funktionieren können. Es gibt dort nichts Soziales, auch wenn wir von sozialen Medien sprechen. Es geht darum, möglichst viele Daten von den Nutzern zu erzeugen und zu Geld und Macht zu machen.“
Statt ein „deutsches oder europäisches Google“ zu fordern, hält er einen europäischen Suchindex für sinnvoll.

## Schriften
- Alle Macht der Super 8, DVD, 1981/2005.
- padeluun und die publicity band O.N.M „Deutschland über alles/Nazis are no fun“, Single 7″, Rondo Fit 5, 1980.
- Schwarzbuch Datenschutz. Ausgezeichnete Datenkraken der BigBrotherAwards. Edition Nautilus 2006, ISBN 3-89401-494-6.